# Теорема Лернера — Самуельсона
Теорема Лернера - Самуельсона (теорема вирівнювання цін факторів виробництва  ) - складова частина моделі зовнішньої торгівлі Хекшера - Оліна - Самуельсона  . Сформульована в 1948 році Полом Самуельсоном, незалежно від робіт Абби Лернера 1933 року. Згідно з теоремою Лернера - Самуельсона, при однакових виробничих технологіях з постійною віддачею від масштабу вільна торгівля товарами буде забезпечувати повне вирівнювання факторних цін виробництва через вирівнювання товарних цін до тих пір, поки обидва регіони виробляють обидва товари навіть в умовах, коли зовнішня міграція цих факторів виробництва відсутня  .

## Історія створення
Роботи Елі Хекшера 1919 року «Вплив зовнішньої торгівлі на розподіл доходу» (перевидана англійською мовою в 1949 році  ) і Бертіль Оліна «Міжрегіональна і міжнародна торгівля» в 1924 році (перевидана англійською мовою в 1933 році  ), сформулювали основи моделі Хекшера- Оліна - Самуельсона та отримали подальший розвиток. Так Абба Лернер в 1933 році написав статтю «Ціни на фактори виробництва і міжнародна торгівля»  (перевидана англійською в 1952 році), де була сформульована теорема  вирівнювання цін та була надана графічна ілюстрація теореми за допомогою діаграми Лернера. Паралельно і незалежно від нього цю теорему сформулював і дав повний математичний опис Пол Самуельсон, опублікувавши ряд статей: «Міжнародна торгівля та вирівнювання цін факторів виробництва» 1948 року , «Ще раз про міжнародне вирівнюванні цін чинників виробництва» 1949 року  і «Ціни факторів виробництва і товарів в стані соціальної рівноваги» 1953 року  . Згодом теорема про вирівнюванні цін на фактори виробництва в моделі зовнішньої торгівлі Хекшера - Оліна - Самуельсона була названа на часть її творців. 

## Припущення
Потрібно прийняти ряд передумов  :
- є початкова модель «2х2х2» - два фактора виробництва, два товара, два регіони;
- фактори виробництва є абсолютно мобільними всередині регіону та немобільними між регіонами;
- всі ринки є конкурентами ;
- пропозиція факторів виробництва є фіксованою;
- повне використання факторів виробництва;
- транспортні та інформаційні витрати відсутні;
- торгівля є вільною ;
- виробничі функції ідентичні, лінійно однорідні, постійна віддача від масштабу;
- не володіють властивістю оборотності факторної інтенсивності;
- обидва регіони після встановлення торгівлі продовжують робити обидва товари [6] .

## Визначення теореми
Теорема про вирівнювання цін на фактори виробництва: при виконанні всіх припущень торгівля між регіонами призводить до вирівнювання цін на товари і фактори виробництва, так що в регіонах зрівняються ставки заробітної і орендної плати незалежно від вже існуючої структури попиту або забезпеченості факторами виробництва  .

## Графічна ілюстрація теореми

Діаграма Лернера

Модель Хекшера - Оліна - Самуельсона демонструє виникнення порівняльних переваг міжрегіональної торгівлі через відмінності регіонів в наявності факторів виробництва, а раз регіон вивозить надлишкові фактори, то виникає збільшення попиту на цей фактор і підвищення його ціни  .
На графіку «Діаграма Лернера» в зв'язку з допущенням постійної віддачі від масштабу ізокванти одиничної вартості мають вигляд:
{\displaystyle X_{1}} і {\displaystyle Y_{1}}, де {\displaystyle XP_{X}=YP_{Y}} .
А одинична изокоста {\displaystyle f=w/r}, де {\displaystyle w} - вартість праці, {\displaystyle r} - ціна капіталу, {\displaystyle 1/r} і {\displaystyle 1/w} - точки перетину ізокости з осями координат, {\displaystyle f} - факторна ціна, рівна нахилу {\displaystyle w/r} .
Дотик двох ізоквант і ізокости показують співвідношення капіталу і праці в двох галузях {\displaystyle k_{X}} і {\displaystyle k_{Y}}, між якими в області конуса диверсифікації, виробляються два товари. Якщо співвідношення праці і капіталу дорівнює {\displaystyle k_{X}} або {\displaystyle k_{Y}}, економіка повністю спеціалізується на товарах {\displaystyle X} або {\displaystyle Y} відповідно. Виробничі функції ідентичні, тому торгівля вирівнює товарні ціни, що призводить до того, що ізокванти одиничної вартості {\displaystyle X_{1}} і {\displaystyle Y_{1}} для регіонів А і В також ідентичні. Так як загальне співвідношення капіталу і праці {\displaystyle k_{A}} і {\displaystyle k_{B}} в регіонах А та В потрапляють в конус диверсифікації, то регіони А і В мають рівні співвідношення вартості праці і капіталу - {\displaystyle f}  .
Торгівля вирівнює товарні ціни та співвідношення вартості праці і капіталу при виробництві двох благ і однакових виробничих функцій. Якщо відносна наделенность факторами одного з регіонів буде лежати поза межами конуса диверсифікації, то хоча товарні ціни вирівняються, але співвідношення праці і капіталу - ні. Тобто один регіон буде повністю спеціалізуватися на виробництві одного товару, а другий буде продовжувати виробляти два товари  .

## Наслідок з теореми
З теореми про вирівнювання цін на фактори виробництва слідує, що торгівля товарами замінює переміщення факторів виробництва між регіонами, і якщо відмінності в співвідношенні факторів виробництва в регіонах не дуже великі, то вільна торгівля повністю замінює їх переміщення. Таким чином, коли ціни факторів вирівняні, переміщення факторів виробництва між регіонами, якщо зробити припущення про мобільність факторів між регіонами, не приноситиме вигоди  .

## Критика
Теорема про вирівнювання цін на фактори виробництва успішно тестувалася на регіональному рівні всередині однієї країни, де відсутні торгові бар'єри і транспортні витрати, які ведуть до спотворення товарних цін.
Слабкими місцями теореми Лернера - Самуельсона залишаються спільні з моделлю Хекшера - Оліна - Самуельсона і знаходяться в частині нереалістичність припущень  :
- досконалої конкуренції, фіксованого пропозиції праці і капіталу, існування тільки двох факторів виробництва;
- єдиної технології в регіонах, єдиних переваг в різних регіонах;
- однорідності праці і капіталу, необхідність введення понятть кваліфікованої і некваліфікованої праці;
- постійної віддачі від масштабу в силу того, що завжди існує внутрішня економія від масштабу або агломераційний ефект.

Поступова відмова від введених передумов призводить до поліпшення результатів тестування і до виникнення нової теорії міжнародної торгівлі .